# Johann Georg von Sandersleben
Johann (Hans) Georg von Sandersleben (* 17. September 1715 in Weidenthal; † 24. November 1795 in Dahme/Mark) war ein kursächsischer Kammerjunker, Oberforst- und Wildmeister sowie Rittergutsbesitzer.

## Leben
Johann Georg stammte aus dem alten, ursprünglich altmärkischen Adelsgeschlecht von Sandersleben aus dem Erzbistum Magdeburg mit dem Stammsitz Groß Santersleben. Er war der Sohn von Hans Abraham von Sandersleben (* 1678) auf Serba und Weidenthal bei Querfurt, ein Urenkel von Hans und Sohn von Georg Abraham von Sandersleben (* 1629; † 1678) und dessen zweiter Frau Margarethe Magdalene von Starschedel. Er war zunächst herzoglich-sachsen-weißenfelser Kammerjunker und Kriegskommissar. Er starb 1739 als königlich preußischer Kapitän außer Dienst.
Er wurde am 22. September 1715 in der Schlosskapelle in Querfurt auf den Namen Hanß George getauft. Zum damaligen Zeitpunkt lebte noch seine Großmutter Dorothea Sophia verwitwete von Weidenbach geborene von Peruß, von der sein Vater 1712 das Rittergut Weidenthal unterhalb von Schloss Querfurt gekauft hatte. Sie starb am 16. März 1742. Neben seiner Mutter erbte auch seine Tante das von ihr hinterlassene sogenannte freie Gehöft oder Erblehngut in Weidenthal, das sich unweit vom dortigen Rittergut befand.
Johann (Hans) Georg von Sandersleben schlug eine Verwaltungslaufbahn am Hof in Dresden ein, wo er zum Kammerjunker ernannt wurde. Als Oberforst- und Wildmeister stand er im Dienst der Kurfürsten von Sachsen. Er wirkte u. a. in Dahme und Jüterbog.

## Familie
Seine erste Ehe mit Dorothea Sophie von Schlieben (* 1. September 1721; † 5. August 1757) blieb kinderlos. Aus seiner 1758 geschlossenen zweiten Ehe mit Johanna Sophie Elenore von Stammer (* 25. April 1731; † 19. Mai 1798) ging der Sohn Friedrich Rudolph von Sandersleben (* 1. April 1764; † 21. Juni 1844) hervor.

## Wappen
Johann Georg von Sandersleben führte ein Wappen, das in Rot ein aufgerichtetes silbernes Pflugeisen zeigte. Auf dem Helm mit rot-silbernen Helmdecken ein gestürztes silbernes Pflugeisen zwischen zwei Büffelhörnern, einem silbernen und einem roten beiderseits mit einem abflatternden Bande gewechselter Farbe an denselben befestigt.